# Calpenia saundersi
Calpenia saundersi är en fjärilsart som beskrevs av Moore 1872. Calpenia saundersi ingår i släktet Calpenia och familjen björnspinnare. Inga underarter finns listade i Catalogue of Life.